# HD208132
HD208132 — хімічно пекулярна зоря спектрального класу A2, що має видиму зоряну величину в смузі V приблизно  7,0.
Вона  розташована на відстані близько 259,9 світлових років від Сонця.

## Фізичні характеристики
Зоря HD208132 обертається 
досить швидко 
навколо своєї осі. Проєкція її екваторіальної швидкості на промінь зору становить  Vsin(i)= 61км/сек.